# Благородные и сентиментальные вальсы
«Благородные и сентиментальные вальсы» (фр. Valses nobles et sentimentales) — сюита из восьми вальсов французского  композитора Мориса Равеля. Номер сочинения по каталогу  Марна M.61. Версия для фортепиано была издана в 1911 году. В 1912 году Равель оркестровал сюиту с намерением использовать оркестровую версию для  балетной постановки.

## История создания
Стихия танца волновала Равеля с самого начала творческого пути. «Вы ведь знаете мое пристрастие к этим чарующим ритмам; я считаю, что радость жизни, выраженная в танце, куда глубже, чем пуританизм франкистов» — писал композитор своему другу  Жану Марно.
В «Старинном  менуэте» — одном из самых ранних сочинений Равеля, написанном им ещё в пору учёбы в  консерватории — уже заметно стремление автора к стилизации, использованию старинных танцевальных форм, сочетанию архаичных  ладов и современных  гармонических оборотов. Впоследствии Равель не раз обращался с такими средствами: «Павана на смерть инфанты», сюита «Гробница Куперена», а именно «Форлана», «Ригодон» и «Менуэт» и, наконец, «Болеро» — все эти произведения, написанные в разные периоды жизни композитора, так или иначе воплощают подобную идею.
«Благородные и сентиментальные вальсы», также следующие равелевской формуле танца, стали первой пробой пера композитора в этом жанре. Замысел произведения вынашивался долго. Ещё в 1906 году Равель писал: «Работа, к которой я сейчас приступаю, это не миниатюра, а большой вальс, как бы дань памяти великого Штрауса, только не  Рихарда, а другого —  Иоганна». Правда, неизвестно, о чём именно здесь говорит композитор: быть может, эти строки показывают, что у Равеля зародился замысел создания симфонической поэмы «Вальс», увидевшей свет только в 1920 году. Впрочем, «Вальс» можно считать логическим продолжением «Благородных и сентиментальных…».
Сравнение с  музыкой  И. Штрауса, которое Равель предпослал своему произведению, вполне оправдано, однако само название отсылает к  шубертовским вальсам и  лендлерам. Некоторые  музыковеды также связывают сюиту с танцевальной музыкой  Ф. Шопена, отмечают влияние «Венских вечеров»  Ф. Листа. Тем не менее, «Благородные и сентиментальные вальсы» едва ли можно назвать сколком музыки  романтических композиторов; по стилю и наполнению они бесконечно далеки от простодушной и функциональной бальной музыки. Главное — в общей устремлённости в поэтическую стихию вальса, которая приобретает новое прочтение в руках мастера.
«Благородные и сентиментальные вальсы» являются примером изысканного фортепианного письма, в котором композитору удалось найти неожиданные гармонические решения, однако вместе с тем сохранив прозрачность и однородность изложения, лишённого  эклектизма (и мог ли яркий  бодлерианец Равель быть эклектиком?). Не случайно  К. Дебюсси, услышав вальсы Равеля, сказал: «Это самое тонкое ухо, которое когда-либо существовало».

«Благородные и сентиментальные вальсы» — один из последних отсветов  романтизма в эпоху приближения  первой мировой войны. — ( И.И. Мартынов, «Морис Равель»)
 В 1912 году Равель  оркестровал сюиту и тогда же на её основе был поставлен небольшой балет под названием «Аделаида, или язык цветов» (фр. Adélaïde, ou le langage des fleurs). Действие балета происходит во время маскарада в салоне Аделаиды, которая «разговаривает» со своими поклонниками на «языке цветов». Вскоре появляется изящный и меланхолический юноша Лоредан с  туберозой, означающей признание в страстной любви. Пианист Альфред Корто, пересказывая сценарий постановки, отмечал, что Аделаида сперва была занята ухаживаниями богатого Герцога и его щедрыми подношениями, однако в конце отказывается танцевать с ним и уходит вместе с Лореданом. 
Оркестровка «Вальсов» была выполнена композитором в марте и заняла всего две недели.  22 апреля 1912 года состоялась премьера балета в «Théâtre du Châtelet» под управлением автора, Равель  дирижировал впервые за 15 лет (со времени исполнения увертюры к своей «Шехеразаде»). Роль Аделаиды исполнила знаменитая русская балерина Наталья Труханова, по заказу которой и был создан музыкальный спектакль, а роль Лоредана —  Альфред Бекефи. В этот же день на сцене театра были показаны «Истар»  Венсана д'Энди, «Трагедия Саломеи»  Флорана Шмитта и «Пери»  Поля Дюка — каждый под управлением автора; событие имело огромный успех и служило демонстрацией выдающихся достижений французского искусства.

## Структура и характеристика
Сюита открывается эпиграфом из романа «Встречи господина де Брео» французского писателя Анри де Ренье: «…le plaisir délicieux et toujours nouveau d'une occupation inutile» (сладостное и всегда новое удовольствие в бесполезном занятии). Посвящение предназначено  Луи Оберу, другу Равеля и пианисту, который впоследствии станет первым исполнителем фортепианного цикла.
Сюита состоит из 8 частей, следующих attacca:
1. Modéré – très franc
2. Assez lent – avec une expression intense
3. Modéré
4. Assez animé
5. Presque lent – dans un sentiment intime
6. Vif (в оркестровой версии: Assez vif)
7. Moins vif
8. Épilogue: lent

 Первый вальс разворачивается в весьма подвижном темпе. С самого начала музыка захватывает своеобразной и красочной  гармонией, что предвосхищает характер и содержание последующих пьес.  Музыковед Жак Шайе дал такую трактовку  аккордам первых тактов: «Тонический аккорд обогащён введением II и VI ступеней, и вместе со вторым аккордом, где появляются чуждые основной  тональности ais и cis, здесь объединены одиннадцать звуков». Повышенный интерес представляют цепочки  септаккордов на всём протяжении пьесы, а также ряд  хроматически расходящихся аккордов на фоне баса, движущегося по  кварто-квинтовому кругу, прямо перед повторным проведением основной темы. Первый вальс изобилует нарочито повторяющейся ритмической фигурой, в которой две восьмые ноты сменяются двумя четвертями. Такой рисунок очень часто встречается в вальсах  Шуберта, например, наиболее отчётливо в Op. 77 No. 1. Этот же типичный ритм можно увидеть у  Шумана («Бабочки», No. 8).
Второй вальс отмечен менее живым настроением. Основная тема проникнута меланхолией и ностальгически-романтическим ощущением. Ей предшествует гармонический эпизод, составленный из четырёх  увеличенных трезвучий, образующих  двенадцатитоновую «додекафонную» тему.  В. Перлмутер, друг Равеля и один из его самых знаменитых интерпретаторов, говорил: «Вполне очевидно, что это один из сентиментальных вальсов…».
 Следующие три вальса образуют арку внутри сюиты. Третий вальс — лёгкий и прозрачный, главная тема напоминает незатейливую мелодию музыкальной шкатулки. Невесомая  фактура, представленная в первом разделе пьесы, незаметно переходит к довольно сложным  альтерированным аккордовым комплексам. Четвёртый вальс почти целиком основан на использовании плавно раскачивающихся,  синкопирующих, пунктирных ритмических фигур (сходные построения можно найти в пьесе Равеля «В манере  Бородина»), причём гармоническое наполнение представляется весьма минималистичным. Пятый вальс — лирический и наименее подвижный; мелодия основной темы «ступает» робкими шагами. Предписание композитора играть «dans un sentiment intime» (с интимным чувством) как нельзя лучше описывает характер пьесы.
Последующие вальсы отмечены повышенной взволнованностью и эмоциональностью. Музыкальное повествование переносится в измерение сложнейших хроматических гармоний, утяжеляется как  гомофонно-гармоническая фактура, так и  полифоническая. Элен Журден-Моранж отмечала, что публика того времени была обескуражена подобными новейшими средствами музыкальной выразительности: «О них много спорили в то время: новизна гармонии ошарашила менее мятежных музыкантов».
Шестой вальс составлен из быстробегущих  пассажей четвертными нотами. Музыка пьесы отдалённо напоминает джаз, только начавший распространяться в  Европе. Вероятно, именно в этот период у крупнейших композиторов того времени возник повышенный интерес к джазу (вспомним, например, прелюдию  Дебюсси «Менестрели» 1910 года). Музыка оркестровой версии несколько отличается от музыки фортепианной версии. В частности, в оркестровой версии используется переменный метр (систематически чередуются размеры 6/4 и 3/2), создающий «игру» трёхдольных и двухдольных метрических акцентов, в то время как та же пьеса в фортепианной версии целиком выписана в размере 3/4.
 Седьмой вальс представляет ядро всего фортепианного цикла. В балетной постановке седьмой номер раскрывает драму любви и ревности: именно в этот момент Аделаида уходит за Лореданом. Начало пьесы построено на гармониях, образованных  целотонной гаммой. Передний раздел вальса носит бальный характер, здесь снова проявляются характерные черты музыки  Шуберта и  Штрауса. Нежные признания в любви, перебиваются мощным «туттийным» звучанием, изображающим общее ликование. Средний раздел вальса (Un peu plus animé) представлен  политональной фактурой (f-dur и  e-dur).  Ш. Кеклен, композитор, музыковед и консерваторский товарищ Равеля, истолковывал данный эпизод как сочетание движения аккордовых звуков с неразрешёнными  апподжиатурами. Другие музыковеды понимали политональность как вырастающую из полигармонической расслаивающейся  доминанты. Кроме того, в данном эпизоде можно найти  шопеновскую ритмическую формулу вальса (четвёртые с точкой на фоне аккомпанемента из восьмых). Сам Равель очень любил этот вальс, играл его в кругу друзей и коллег и даже осуществил запись собственной игры на  фортепианный ролл.   
Восьмой вальс (эпилог) объединяет все ранее прозвучавшие темы в смутную, но красочную картину воспоминаний. Схожий приём использовал  Р. Шуман  в последнем номере «Бабочек». Звучание постепенно затухает и уходит вдаль; композитор предписывает использовать левую педаль фортепиано почти всюду, а  динамические нюансы ограничены сверху лишь mf.
Инструментовка вальсов выполнена для оркестра в составе: 2  флейты, 2  гобоя, английский рожок, 2  кларнета, 2  фагота, 4  валторны, 2  трубы, 3  тромбона, туба, литавры, треугольник, бубен, малый барабан, тарелки, большой барабан, колокольчики, челеста, 2  арфы, струнные. Русский композитор  Н. Я. Мясковский имел следующее мнение относительно данной оркестровки: «Она выполнена очень рафинированно, с обычной равелевской изобретательностью и ловкостью как по применению массовых звучностей, так и в особенности при осуществлении различных утончённостей… для изучения настоящая партитура представляет богатый материал, как, впрочем, и всё выходящее из-под пера М. Равеля, ввиду его изумительного владения оркестровыми средствами и редкого чутья к достижению пикантно-красочных звучностей и в сущности далеко не сложными приёмами». Особое внимание привлекают партии  деревянных духовых, использование divisi у струнных, а также  флажолетов у струнных и арфы.

## Первое исполнение и приём публикой
Первое исполнение «Благородных и сентиментальных вальсов» состоялось 9 мая 1911 года в весьма необычной обстановке: «Музыкальное общество Независимых» («Société Musicale Indépendante») организовало анонимное прослушивание новых музыкальных произведений французских композиторов; четвёртым номером было назначено исполнение «Вальсов» Равеля, которые должен был сыграть пианист  Луи Обер. Эксперимент был предложен композитором  Шарлем Кекленом, который являлся членом общества вместе с Равелем,  Габриелем Форе,  Флораном Шмиттом, Жаном Хюре,  Эмилем Вюйермозом,  Луи Обером,  Андре Капле и издателем Альбером Мато.   Кеклен вспоминал: «Есть две вещи, которые я хотел бы исключить на концерте: во-первых, освещение в зале; во-вторых, самовнушение, которое придает всем нашим суждениям прискорбную предвзятость. Печально сознавать, что к новым произведениям музыканта относятся с большей или меньшей симпатией, основываясь исключительно на тех фактах, которые были известны заранее; совершенно возмутительно, что мы судим о его таланте на основании того, что, как нам кажется, мы знаем о его личной жизни, — сплетен, кстати, чаще всего клеветнических». 
Результат эксперимента оказался непредсказуемым.  Кеклен продолжал: «„Благородные и сентиментальные вальсы“ Равеля, о существовании которых никто не подозревал, были совершенно неправильно поняты и встречены с пренебрежительным ехидством… Равеля инкогнито освистали, однако, что самое главное, слушали музыку невнимательно, раздавался сбивчивый шум непрекращающейся болтовни… Критики, которые во время концерта высмеивали эти анонимные вальсы, были поражены при выходе, случайно узнав, что их сочинил Равель». Общий комизм ситуации усиливается тем, что в конце мероприятия в шутку был исполнен концерт  Ф. Куперена, помещённый среди современных произведений, который публика не смогла распознать. Критики приписывали его  Рамо,  Казелле и даже  Дюбуа,  Шмитту и  Энеску! Впрочем, дальнейшая судьба «Вальсов» оказалась счастливой: произведение завоевало признание и сегодня входит в золотой репертуар  пианиста.  